# Мустангова, Евгения Яковлевна
Евгения Яковлевна Мустангова (настоящая фамилия — Рабинович; 9 января 1905, Екатеринослав, — 4 ноября 1937, Сандармох) — советский литературный критик, педагог, литературовед, член Союза писателей СССР.

## Биография
Отец — Янкель-Меер-Лейбов Рабинович, уполномоченный частной полиграфической фирмы «Эбин и Шапиро». Мать — Софья Моисеевна Шуб, дочь раввина города Новгород-Северского, домохозяйка. Сестра — Анна (1907—1997), брат — Михаил (1914—?)
Обучалась в екатеринославской женской гимназии Надежды Николаевны Тиблен — одной из лучших в городе. Здесь преподавали русский, немецкий и французский языки, математику, физику, естествознание, космографию, историю, географию, гигиену, искусство. Училась на литературном факультете екатеринославского Института народного образования. С 1923 года — в Петрограде, куда переехала вся семья; отец стал работать в в типографии «Прогресс». Окончила литературно-лингвистический факультет ЛГУ, где преподавали В.Е.Евгеньев-Максимов, Б.М.Эйхенбаум, Г.Е.Горбачёв.  В университете входила в литературную группу, на вечерах выступала с чтением своих стихов вместе с В. Махлиным, Марией Терентьевой, Г. Коротковым и др. Участвовала в собраниях общества «Старый Петербург» с Анной Ахматовой, Всеволодом Рождественским, Марией Комиссаровой, сестрами Наппельбаум и др.
Руководила литературным кружком на одном из ленинградских заводов, выступала на вечерах, посвященных поэзии, участвовала в выездных пленумах Союза писателей. В Литературном университете при Ленинградском Союзе писателей руководила семинарами по критике, по поэзии, читала общие курсы советской литературы. 
Член ВЛКСМ в 1925—1933 гг.
В 1931 году преподавала в Ростове-на-Дону. Работала в ЛАППе (Ленинградская ассоциация пролетарских писателей), состояла в фактическом браке с одним из его руководителей Георгием Горбачёвым.
В феврале 1936 года на Минском пленуме правления Союза писателей защищала от нападок Бориса Пастернака:

Поэзия Пастернака последних лет, его цикл «Волны», к которому примыкают и стихи, напечатанные в «Известиях», — это напряженное и открытое поэтическое осмысление поэтом современности, разговор поэта со временем и с самим собой по поводам совсем не узко личным, а связанным с большими вопросами нашей социалистической действительности. Это «вмешательство поэта в события» воплощается в своеобразных формах мышления, свойственных Пастернаку и меняющихся вместе с новым кругом размышлений поэта, с новыми темами.

Пастернаковский тип отношения к большим темам нашей эпохи, по существу, гораздо более активен и ответственен, чем такой тип отношения, при котором поэт ленивыми словами перекладывает готовые формулы, не внося в это изложение своего отношения и своей заинтересованности. Сама идеологическая формула у них, может быть, и правильнее, чем у Пастернака, но она не стала у них поэзией, а следовательно, и не стала действительной, осталась мертвой. 
3 сентября 1936 года Ольга Берггольц писала в дневнике:

Положение вообще в Союзе не из веселых, по партлинии много исключений, арестов и т. д. «Иду по трупам?» Нет, делаю то, что приказывает партия. Совесть в основном чиста. А мелкие блошиные угрызения, вероятно, от интеллигентщины. По «человечеству» жаль Левку Цырлина, Женьку Мустангову, Майзеля, но понимаешь, что иначе нельзя. Ведь действительно, ни Женька, ни Майзель не поступали так, как должны были поступать — не отмежевались, не прокляли Горбачёва, а когда я подумаю, что была с этой мразью 31 ноября 1934 г. на Свири, на одной эстраде, в одном купе, и 1 декабря, когда убили Кирова, а он знал, вероятно, о том, что готовится в Ленинграде, — я сама себе становлюсь мерзка.
29 ноября 1936 года арестована. Обвинялась с группой друзей-коллег, литераторов: прозаиком Л. Грабарем; М. Майзелем — заведующим критическим отделом журнала «Литературный современник»; А. Бескиной — репортером газеты «Ленинградская правда»; З. Штейнманом — по ст. 17-58-8 УК РСФСР (пособничество в совершении террористического акта), 58-11 (организационная деятельность, направленная к совершению контрреволюционного преступления); руководителем группы был объявлен Г.Горбачев. 23 декабря 1936 года выездная сессия Военной Коллегии Верховного суда СССР приговорила Мустангову к 10 лет тюрьмы с последующим поражением в политических правах сроком на 5 лет. Направлена в Белбалтлаг НКВД. Отбывала наказание в Соловках, содержалась на лагпункте Муксалма.
Её сестра, также репрессированная Анна Рабинович-Розина, вспоминала:

Утром, после её ареста, мне позвонил добрейший М. М. Зощенко — Женин большой друг. Он рассказал, что накануне они вместе были в ресторане Литфонда, он провожал её домой, хотел зайти к ней, но она сказала, что заходить не надо, так как каждый вечер можно ожидать гостей. Так и случилось, в 12 часов ночи гости пришли.
В декабре 1936 года её судила Военная Коллегия Верховного Суда. Мне об этом суде рассказывал Зелик Штейнман — единственный уцелевший из их группы. На суде он сидел рядом с Женей, она была спокойна, говорить им не дали.
Из Соловков Женя умудрилась с оказией прислать одно письмо маме. Писала, что работает на сельскохозяйственных работах, — «теперь я надышусь воздухом вдоволь» — шутила она в письме, вспоминая, что мама всегда беспокоилась, что она много сидит дома, пишет, а не гуляет. Писала, что уверена, что скоро весь этот террор кончится, она глубоко верит в это…
Постановлением Особой Тройки Управления НКВД Ленинградской области в составе уполномоченного НКВД Заковского, прокурора Позерна и секретаря горкома Шитова от 10 октября 1937 года Евгении Мустанговой была определена высшая мера наказания — расстрел.
Пребывавшие в неведении о её смерти друзья и коллеги хлопотали о пересмотре её дела.

Я знаю Е. Мустангову с 1923 года, когда учился в Университете, где училась и она… Мустангова всегда производила на меня впечатление честного, искреннего советского человека… Она сможет снова работать в литературе, если дело её будет пересмотрено. Я уверен в её невиновности.— Ленинград. 30 апреля 1940 года. В. Саянов

Она являлась большой патриоткой советской поэзии и четыре года работала над Маяковским, в то время, когда другие критики всячески затемняли его значение и замалчивали его… её невиновность, по-моему, несомненна.— 4 мая 1940 года. Николай Тихонов

Мустангова… передовой и революционно настроенный, беззаветно преданный Советскому Союзу человек… Вот то, что я знаю о Жене Рабинович (Мустанговой), талантливом советском литературоведе. А зная это, — присоединяю свой голос к голосам тех товарищей, которые просят о пересмотре её дела.— Профессор ЛГУ, доктор филологических наук В. Е. Евгеньев-Максимов. 10 мая 1940 года

Никогда за все мои встречи с Евгенией Яковлевной Мустанговой я не слышал от неё ни слова недовольства, ни одного высказывания или мнения, хотя бы косвенно противоречащих политике ЦК ВКП(б)… своих политических симпатий не сумела бы скрыть и таить про себя, при её горячности и прямолинейности. Что касается одаренности Мустанговой, как литературного критика, она — вне всяких сомнений.— 3 июня 1940 г. Н. Асеев
10 ноября 1956 года её дело за отсутствием состава преступления прекращено. Посмертно реабилитирована. В Союзе писателей СССР восстановлена в марте 1958 года.
На петербургском кладбище Памяти жертв 9-го января есть её памятник-кенотаф.

## Творчество
Публиковалась в периодике со статьями и рецензиями о литературе. 
В.Евгеньев-Максимов, который вел в университете семинар по Некрасову, обратил внимание на способную студентку и, когда позднее вместе с Корнеем Чуковским готовил первое советское издание сочинений Н.А.Некрасова (1930), привлек ее к сотрудничеству — для IV тома собрания сочинений она написала статью о романе «Три страны света» .
В 1927 году в журнале «Печать и революция» (№ 4) была опубликована ее  статья «Михаил Булгаков», в книге «Голоса против» (1928) — статья «Есть ли у нас критика», в 1929 году в Ленинграде вышла ее книга «Современная русская критика». Вышедшую в 1931 году книгу Н.А.Некрасова «Стихотворения» предваряла статья Е. Мустанговой.  В 1935 году в журнале «Литературная критика» (№ 4) вышла ее статья «Наследство Маяковского в современной поэзии», «О поэтических традициях» — в журнале «Звезда» (№1, 1936), «Советская поэзия сегодня» — в журнале «Резец» (№1, 1936).
Летом 1936 года она заключила с журналом «Звезда» договор на серию статей о поэзии (о Тихонове, Пастернаке, Пушкине и др.).
Ее выступления как в печати, так и словесные, отличала горячая полемичность и непримиримость, взволнованность. Свои идейные позиции она формировала в духе ВАПП, членом которого являлась, а затем и группы «Литфронт».

В 1930 году вышел роман РАППовца Юрия Либединского (1898—1959) «Рождение героя», в котором писатель вывел неприглядный образ партработника. На Либединского ополчились многие органы печати. В частности, газета «Правда» отвела критике романа целую полосу под названием «Литературный фронт». В дальнейшем писателей, разделяющих линию «Правды», стали называть «литфронтовцами».
Источником «пролетарской поэзии» Мустангова называла высшие образцы классической поэзии XIX века.
В своем критическом подходе соединяет острые наблюдения с вульгарными обобщениями. О М. Булгакове в 1927 году писала:

В центре творчества Булгакова — роман «Белая гвардия»… Лишь в этом романе обычно насмешливый и язвительный Булгаков превращается в мягкого лирика. Все главы и места, связанные с Турбиными, выдержаны в тоне немного снисходительного любования героями. На первый план выдвинуты их чисто психологические «общечеловеческие» черты. Этими человеческими чертами Булгаков прикрывает социальный облик своих героев. Через любование ими он хочет заставить читателя полюбить всё то, с чем его герои неразрывно связаны. Но, приглядевшись повнимательней, замечаешь, что пропасть между «высокими» и «низкими» героями «Белой гвардии» чисто условна. Турбины, по существу, те же обыватели, опоэтизированные автором. Революция врывается в жизнь Турбиных грубым толчком, нарушающим уютный строй их жизни…
Да, конечно, утверждать, что Булгаков дал обобщающие типы белогвардейцев, — значит делать тенденциозную натяжку. Но идеология романа нисколько не меняется от того, что герои не типичны.
Весь роман ярко и талантливо протестует против тех «случайных» и враждебных сил, которые разрушили уют и тихость турбинских гнёзд и связанную с ними культуру.
Впрочем, следует оговориться: идеология или, вернее, психология автора не совсем совпадает с психологией его героев. Автор стоит над героями, и любование ими — любование снисходительное. Ему как будто кажутся немного смешными и наивными их волнения, их пафос. Они ему очень милы и очень близки, но автор умнее их, потому что он видит за «временными неприятностями» нечто более важное.
…Идеология самого автора неподвижней приспособляющейся идеологии Турбиных. Булгаков не хочет приспособиться. Обывательский скепсис по отношению к организующей силе нового хозяина жизни остается основной чертой его мироощущения. О сменовеховстве Булгакова можно говорить очень условно…
Важно, что ощущение бессмертности своей культуры делает временным, преходящим, незначительным в глазах Булгакова «такие мелкие события», как классовая борьба, в которую оказываются втянуты его герои.

Отправная точка, определяющая эмоциональное и стилистическое лицо романа «Белая гвардия» и рассказа «Дьяволиада», лежит в социальной природе автора. Выше головы не прыгнешь. Советский материал «всерьёз» недоступен Булгакову, так как вся революция в его восприятии — «пошлая оперетка» (слова Тальберга из «Белой гвардии»).
Литературная энциклопедия охарактеризовала Мустангову так:

В своей книжке «Современная русская критика» (1929) М. замалчивает ленинское наследство, не дает четкой политической квалификации взглядам на литературу Троцкого, Воронского, считает последнего представителем марксистской критики. Все это делает книжку М. неприемлемой для современного марксистского литературоведения.

## Отзывы
Женя Рабинович, маленькая, привлекательная, с грациозной высокой шеей и гривой темных волнистых волос, за которую её прозвали «Мустангом». Это слово, слегка изменённое, и стало её литературным псевдонимом «Мустангова».— З. Дичаров

Женя была очень эмоциональным человеком, жизнерадостным, чувство юмора ей никогда не изменяло. Когда она приходила к нам (мы жили тогда раздельно), то в дом врывался поток юмора, стихов (у неё была прекрасная память, стихи могла читать часами), интересной информации, смеха, шуток. В доме сразу возникала атмосфера праздника…
Женя писала стихи всю жизнь, но, кроме как в университете (когда там училась), никогда их публично не читала и не печатала. Она была очень требовательна к себе, понимала и чувствовала музыку стиха, подлинную поэзию и поэтому критически оценивала свои стихи, но не могла их не писать. (При её аресте были конфискованы несколько тетрадей с её стихами.)— А. Рабинович-Розина

## Сочинения
- О «левой фразе» тов. Арватова и путях пролетарской литературы // Звезда. 1925. № 6.
- Либединский Ю. Комиссары. Без места. 1926 [Рецензия] // Звезда. 1926. № 2. С. 277—278.
- Тынянов Ю. Кюхля: Повесть о декабристе. Ленинград. 1925 [Рецензия] // Звезда. 1926. № 2. С. 278—279.
- Романов П. Русь. Книга 1-3. Без места. Без года [Рецензия] // Звезда. 1926. № 4. С. 237—238.
- О Михаиле Булгакове // Жизнь искусства. 1926. № 45.
- Михаил Булгаков // Печать и революция. 1927. № 4.
- Фатов Н. А. С. Серафимович. Без места. 1927 [Рецензия] // Звезда. 1927. № 4. С. 171—172.
- Караваева А. Золотой клюв. Москва, Ленинград. 1927 [Рецензия] // Новый мир. 1928. № 2. С. 299.
- Путь наибольшего сопротивления [Рецензия на работы Б. Эйхенбаума] // Звезда. 1928. № 4. С. 151—154.
- Есть ли у нас критика // Голоса против. Л., 1928.
- Современная русская критика. Л., Прибой, 1929.
- Некрасов Н. Тонкий человек и другие неизданные произведения. Москва. 1928. [Рецензия] // Звезда. 1929. № 4. С. 182.
- Молодая гвардия. 1929. № 1-12 [Рецензия] // Звезда. 1929. № 9. С. 212—213.
- Круговая порука // Удар за ударом. Удар второй. М. — Л., 1930.
- Формалисты на новом этапе // За марксистское литературоведение. Л., 1930.
- Некрасов-беллетрист. Вступительная статья // Некрасов Н. А. Собрание сочинений. Ред. В. Е. Евгеньев-Максимов, К. И. Чуковский. Т. 3: Повести и рассказы, пьесы — критика. — М. — Л.: Госиздат, 1930. С. 11-20.
- «Три страны света». Вступительная статья // Некрасов Н. А. Собрание сочинений. Ред. В. Е. Евгеньев-Максимов, К. И. Чуковский. Т. 4: Три страны света: роман в восьми частях. — М. — Л.: Госиздат, 1930.
- Альманах с Маяковским // Звезда. 1934. № 11.
- Наследство Маяковского в современной поэзии // Литературная критика. 1935. № 4.
- О поэтических традициях // Звезда. 1936. № 1.
- Советская поэзия сегодня // Резец. 1936. № 1.